# Peter Kramer
Peter Kramer (* 16. März 1933 in Quedlinburg) ist ein deutscher Physiker.

## Leben
Nach dem Abitur 1951 studierte Kramer Physik in Münster, Tübingen, Bristol und Marburg, wo er sein Diplom machte und 1964 promovierte. Danach war er als Postdoktorand unter anderem an der UNAM in Mexiko-Stadt, wo er mit Marcos Moshinsky arbeitete.
In Tübingen habilitierte er sich 1968. Nach einem weiteren Aufenthalt an der UNAM war er seit 1970 Professor am Institut für Theoretische Physik der Universität Tübingen. An der Universität Tübingen war er unter anderem Dekan und Vizepräsident. Seit 1998 ist er im Ruhestand.
Kramer ist seit 1962 verheiratet und hat zwei Söhne.

## Werk
Der Forschungsschwerpunkt von Peter Kramer liegt in Anwendungen von Gruppen- und Darstellungstheorie in der mathematischen Physik.
Er beschäftigte sich zunächst mit Fragen der Kernphysik. Anfang der achtziger Jahre entdeckte er mit seinem Studenten Roberto Neri das mathematische Modell quasiperiodischer Pflasterungen des dreidimensionalen Raumes.
Die Arbeit erschien 1984 kurz vor der Arbeit von Dan Shechtman, in der zum ersten Mal Quasikristalle experimentell beschrieben wurden.
Shechtman erhielt 2011 für diese Entdeckung den Nobelpreis für Chemie.
In den letzten Jahren widmet Kramer sich kosmologischen Modellen und dreidimensionalen Raumformen. Sein wissenschaftliches Werk umfasst mehr als 200 Publikationen.

## Schriften
- mit G. John, D. Schenzle: Group Theory and the Interaction of Composite Nucleon Systems. Vieweg, Braunschweig 1981.
- mit M. Saraceno: Geometry of the Time-dependent Variational Principle in Quantum Mechanics (= Lecture Notes in Physics. 140). Springer, Berlin 1981.
- mit R. Neri: On periodic and non-periodic space fillings of Em obtained by projection. In: Acta Cryst. A 40. 1984, S. 580–587 doi:10.1107/S0108767384001203
- mit A. Mackay: Crystallography: Some answers but more questions. In: Nature. 316, 1985, S. 17–18 doi:10.1038/316017a0.
- Gateways towards quasicrystals. 2010 arxiv:1101.0061v1.
- Platonic topology and CMB fluctuations: homotopy, anisotropy and multipole selection rules. In: Class. Quantum Grav. 27, 2010 doi:10.1088/0264-9381/27/9/095013.